# Karl Verner
Pour les articles homonymes, voir Verner.
Karl Verner (7 mars 1846 à Aarhus - 5 novembre 1896 à Copenhague) est un linguiste danois, qui, en 1875, a trouvé la solution au problème apparent : alors que la loi de Grimm prévoit que les occlusives sourdes de l'indo-européen deviennent des fricatives sourdes en germanique commun, dans certains cas ces fricatives sont sonores (loi de Verner).
Verner, dont l'intérêt pour les langues est stimulé par la lecture de l'œuvre de Rasmus Rask, commence ses études en 1864. Il étudie les langues orientales, germaniques et slaves. Il interrompt ses études afin de faire son service militaire avant de les reprendre. Il se rend en Russie en décembre 1871, et y passe une année entière pour apprendre le russe. Son premier article scientifique date de 1874 et s'intitule Nogle Raskiana.
Au même moment il commence à étudier l'accent du danois et des langues slaves. 
Il est membre de l'Académie royale danoise des sciences et des lettres en 1877.